# Marian Robełek
Marian Robełek (ur. 18 kwietnia 1943 w Wolicy) – żołnierz SZ PRL i SZ RP, generał dywizji.

## Służba w wojsku
W latach 1963–1966 był podchorążym Oficerskiej Szkoły Wojsk Pancernych w Poznaniu. Po ukończeniu szkoły został dowódcą plutonu czołgów średnich w 13 Pułku Czołgów w Opolu, później dowódcą kompanii. W latach 1970–1971 był słuchaczem Akademii Sztabu Generalnego WP w Rembertowie, po czym został zastępcą dowódcy 10 Pułku Czołgów ds. liniowych w Opolu.
1975–1977 zastępca dowódcy tego pułku, 1977–1979 dowódca 2 Pułku Czołgów w Opolu, a 1979–1980 szef sztabu – zastępca dowódcy 5 Dywizji Pancernej w Gubinie. Od 1980 do 1982 studiował w Akademii Sztabu Generalnego Sił Zbrojnych ZSRR im. Klimenta Woroszyłowa w Moskwie, następnie zastępca szefa oddziału, a potem zastępca szefa Zarządu Operacyjnego Sztabu Generalnego WP w Warszawie. W latach 1984–1986 dowodził 20 Dywizją Pancerną w Szczecinku, później wrócił na poprzednie stanowisko. W październiku 1988 mianowany generałem brygady; nominację wręczył mu w Belwederze przewodniczący Rady Państwa gen. Wojciech Jaruzelski.
1989–1990 szef Zarządu I Operacyjnego Sztabu Generalnego WP, 1990–1992 p.o. zastępcy szefa Sztabu Generalnego WP ds. operacyjnych. 11 listopada 1993 mianowany generałem dywizji przez Prezydenta RP Lecha Wałęsę. 1996–1998 Zastępca Szefa Sztabu Generalnego WP, w 1999 zakończył służbę wojskową. Od 2000 doradca Ministra Obrony Narodowej. Współtwórca programu integracji SZ RP z Organizacją Traktatu Północnoatlantyckiego.

## Ordery i odznaczenia
- Krzyż Komandorski Orderu Odrodzenia Polski (1998)[1]
- Krzyż Oficerski Orderu Odrodzenia Polski (1991)
- Krzyż Kawalerski Orderu Odrodzenia Polski (1986)
- Złoty Medal „Siły Zbrojne w Służbie Ojczyzny” (1989)
- Srebrny Medal Siły Zbrojne w Służbie Ojczyzny
- Złoty Medal „Za zasługi dla obronności kraju” (1986)
- Srebrny Medal „Za zasługi dla obronności kraju”
- Brązowy Medal „Za zasługi dla obronności kraju”